# Guaramiranga
Guaramiranga är en kommun i Brasilien.   Den ligger i delstaten Ceará, i den östra delen av landet, 1 600 km nordost om huvudstaden Brasília. Antalet invånare är 4 165.
Omgivningarna runt Guaramiranga är huvudsakligen savann. Runt Guaramiranga är det ganska tätbefolkat, med 78 invånare per kvadratkilometer.